# Lingoni
I Lingoni erano un popolo celtico della Gallia, stanziato tra i fiumi Senna e Marna (Francia).

## Storia
Attorno al 400 a.C. alcuni gruppi migrarono attorno alle Alpi, stanziandosi nella Gallia Cisalpina (Italia settentrionale), alla foce del Po nella zona del ferrarese (Emilia).
Sono soprattutto le fonti antiche che lasciano delle testimonianze dei Lingoni.
Strabone (circa 58 a.C. - 25 d.C.), geografo greco che ha vissuto molti anni a Roma, descrive le Gallie nel volume IV della sua opera De Geografia e così parla delle terre di origine dei Lingoni:
(Strabone, Le Gallie, Vol. IV del De Geografia)
Tito Livio (59 a.C. - 17 d.C.), nella sua opera monumentale Ab Urbe condita, così ci descrive la calata dei Galli nella Cispadana:
(Tito Livio, Ab Urbe condita, V, 35)
Lo storico greco Polibio (circa 203 a.C. - 120 a.C.) nei primi due libri della sua opera Storie narra quanto accadde nel Mediterraneo, dal Sacco di Roma (390 a.C.) fino alla prima guerra punica (264-241 a.C.), e scrive dei Celti citando anche i Lingoni:
(Polibio, Storie, II,17)

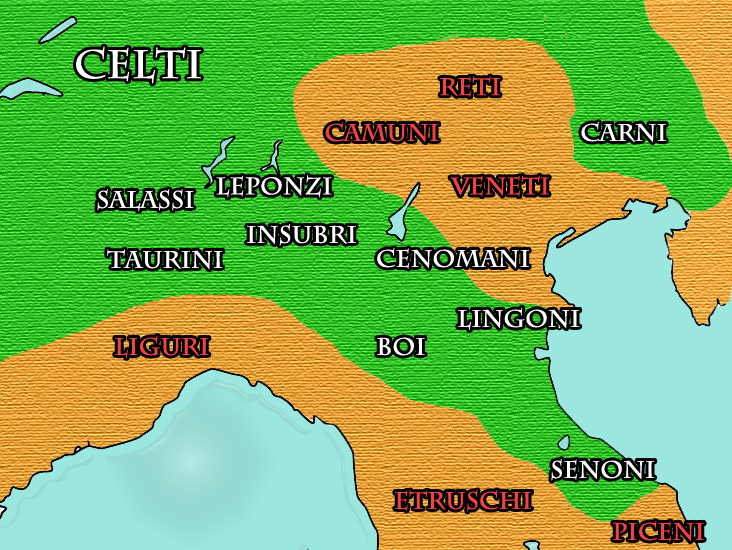
Le popolazioni della Gallia cisalpina

Circa nel 350 a.C. (ma la datazione è incerta e controversa) nel Periplo di Scilace, si legge che tra il territorio degli Etruschi di Spina e quello venetico di Adria vi era un tratto di costa controllato dai Celti, che si trattasse proprio dei Lingoni?
(Scilace, Periplo 18,19)
Dopo la conquista della Gallia da parte di Cesare, nel I secolo
d.C., questo popolo fu romanizzato: la loro ricca regione, tra Langres sull'Alta Marna (la capitale, anticamente Andematunnum) e Digione si urbanizzò e loro cominciarono a battere moneta. Presero comunque parte nel 69 d.C. alla rivolta dei Batavi, di cui parla Tacito.
Sono ricordati anche da Sesto Giulio Frontino, autore di Strategemata, e due coorti di Lingoni sono attestate da iscrizioni di II e III secolo in Britannia.

## Ritrovamenti archeologici
I rinvenimenti archeologici riferibili a questa tribù sono molto scarsi e concentrati nella necropoli dell'antica città di Spina, emporio commerciale etrusco, sorto alla foce di un ramo del fiume Po, dove sono stati trovati alcuni reperti tipicamente celtici, databili alla fase finale della frequentazione della città (III secolo a.C.), proprio quando la pressione celtica nella Valle Padana era più forte, dando adito all'ipotesi di una vera e propria commistione tra Etruschi e genti celtiche.